# Гарбузовка (Харьковская область)
Гарбузовка (укр. Гарбузівка), село, 
Петропавловский сельский совет,
Волчанский район,
Харьковская область.
Код КОАТУУ — 6321685603. Население по переписи 2001 г. составляет 35 (14/21 м/ж) человек.

## Географическое положение
Село Гарбузовка находится в 2-х км от реки Хотомля, в 3-х км от села Петропавловка, возле урочища Среднее.

## История
- 1875 - дата основания.

## Экономика
- В селе есть молочно-товарная ферма.